# Bernd Langgruber
Bernd Langgruber (* 2. Dezember 1944) ist ein ehemaliger österreichischer Fußballspieler.

## Karriere

### Vereine
Langgruber spielte von 1966 bis 1968 für den Salzburger AK 1914 in der zweithöchsten Spielklasse im österreichischen Fußball, der Regionalliga West. Mit dem Liganeuling gelang der Klassenverbleib und in der Folgesaison schloss er mit der Mannschaft zwei Plätze besser ab.
Von 1968 bis 1970 kam er in der seinerzeitigen Nationalliga für den Aufsteiger WSG Wattens in 53 Punktspielen zum Einsatz, in denen er elf Tore erzielte. Er debütierte am 17. August 1968 (1. Spieltag) beim torlosen Remis im Heimspiel gegen den Mitaufsteiger WSV Donawitz und erzielte sein erstes von drei Toren in 24 Punktspielen am 2. November 1968 (10. Spieltag) beim 3:3-Unentschieden im Heimspiel gegen den FC Wacker Innsbruck mit dem Treffer zum Endstand in der 69. Minute. Des Weiteren kam er im Wettbewerb um den ÖFB-Cup in insgesamt sechs Spielen (1 Tor), im Wettbewerb um den UI-Cup 1970 in zwei Spielen der Gruppe B7 bei der 0:2-Niederlage gegen Baník Ostrava und bei der 1:5-Niederlage gegen Gwardia Warszawa zum Einsatz.
Von 1970 bis 1974 war er für den SV Austria Salzburg aktiv. Mit dem zweiten Platz am Ende seiner Premierensaison für den Verein, für den er elf Tore in 66 Punktspielen erzielte, erreichte dieser die beste Platzierung. Im Wettbewerb um den ÖFB-Cup kam er in insgesamt acht Spielen zum Einsatz, einschließlich des Finalrückspiels am 12. Juni 1974 beim 1:1-Unentschieden gegen den FK Austria Wien, der den Pokal auch gewann, da er das Hinspiel am 29. Mai 1974 mit 2:1 gewonnen hatte.
Im Wettbewerb um den UI-Cup wurde er 1970 in zwei, 1972 in drei (2 Tore) und 1973 in zwei Spielen (1 Tor) eingesetzt.
Im Wettbewerb um den wiederbelebten Mitropapokal kam er im Jahr 1971 in fünf Spielen (außer Viertelfinalhinspiel und Finale) zum Einsatz. Das Finale am 22. September wurde mit 1:3 gegen den NK Čelik Zenica verloren.

### Nationalmannschaft
Langgruber kam 1967 für die Amateurnationalmannschaft im Wettbewerb um den UEFA Amateur Cup zum Einsatz, an dessen Ende der Pokalgewinn stand. Am 18. Juni gehörte er der Finalmannschaft an, die in Palma mit 2:1 über die Amateurnationalmannschaft Schottlands gewann.